# Бондар Олександр Іванович (агроном)
Бондар Олександр Іванович (нар.27 червня 1957) — член-кореспондент Національної академії аграрних наук  України, доктор біологічних наук, професор, заслужений діяч науки і техніки України, ректор Державної екологічної академії післядипломної освіти та управління.

## Біографія
Олександр Іванович народився 27 червня 1957 року в м. Харкові.
У 1979 році з відзнакою закінчив Харківський сільськогосподарський інститут ім. В. В. Докучаєва за спеціальністю агрохімія та ґрунтознавства; завідувач лабораторії в Українському науково-дослідному інституті ґрунтознавства та агрохімії; заступник директора Поліської філії УНДІГА.
У 1986 році захистив кандидатську дисертацію на тему: «Особливості ґрунтоутворення і окультурення осушених ґрунтів мілководь Кременчуцького водосховища».
У 1996 році захистив докторську дисертацію на тему: «Агроекологічні основи оцінки, охорони і управління продуктивністю гігроморфних ґрунтів Полісся України».
З 1996 року працював на керівних посадах: директор Поліського регіонального наукого виробничого центру екологічного та аерокосмічного моніторингу «Полісся», директор Волинського державного наукового та інформаційного центру НАНУ та Мінприроди України, в. о. директора Науково-технологічного центру «Таско-Еко».
У 2003 році ректор Державного екологічного інституту Мінприроди України (нині Державна екологічна академія післядипломної освіти та управління.
У 2004 році присвоєно вчене звання професора.
У 2007 році Олександру Івановичу присвоєно звання заслуженого діяча науки і техніки України; обраний членом-кореспондентом УААН Відділення землеробства, меліорації та механізації.

## Наукові праці
Олександр Іванович брав активну участь у розробці та впровадженні автоматизованих систем дистанційного зондування землі із застосуванням космічних технологій. Має 9 авторських свідоцтв та патентів, 16 підручників та навчальних посібників, 115 наукових праць. Головний редактор  науково-популярного журналу «Екологічний вісник», голова наукової ради Всеукраїнської екологічної ліги.
Напрямки наукової діяльності: розроблення та впровадження систем екологічного моніторингу в зоні Полісся України; прикладні задачі застосування геоінформаційних технологій в галузі кризового та екологічного моніторингу; використання даних дистанцій, зондування землі для картографування природних та антропогенних процесів.
Основні праці:
- Оценка экологического состояния почвенного покрова осушаемых земель. Основы эколого-мелиоративного мониторинга Украинского Полесья. Киев, 1992 (співавтор)
- Сучасний стан та проблеми збереження водних ресурсів Шацького ПНП. Тези доповідей наукової конференції «Нац. парки в системі екологічного моніторингу». Світязь, 1993 (співавтор)
- Діагностика заболочених ґрунтів та їх потреба в гідромеліораціях. Підвищення родючості осушених земель: доповідь. Київ, 1993 (співавтор)
- Генетико-агровиробнича та агроекологічна типологія гідроморфних ґрунтів України. Підвищення родючості і охорона осушених земель: доповідь. Київ, 1993 (співавтор)
- Особенности  регулирования фунгистатического потенциала почв посредством агромелиоративных приемов и сидерации: проблем. лекция. Брянск, 1995 (співавтор)
- Навчально-польова практика з георгафічних дисциплін: навчальний посібник. 1999 (співавтор)

## Відзнаки та нагороди
- нагрудний  знак «Петра Могили» (2007);
- почесна грамота Кабінету Міністрів України (2011).